# Alstom Coradia
Alstrom Coradia er en familie af diesel- og elektriske motorvognsæt bygget af den franske togfabrikant Alstom, som bruges på InterCity-, regional- og lokalstrækninger i Europa, Nordamerika og Afrika.

## Design
Coradia tilbydes i forskellige konfigurationer for at passe operatørers forskellige krav. De er tilgængelige både som diseltogsæt og elektriske togsæt. Dobbeltdækkeren Coradia Duplex har plads til flere passagerer end normale tog på samme længde. Coradia bruger Alstoms eget Onix igBT træksystem, der er promoveret som givende jævn acceleration og energisparing. Standardvarianterne af toget er udstyret med et regenerativt bremsesystem. Coradia kan også udstyres med en række kommunikations- og signalsystemer, inklusive Automatic Train Protection (ATP) og European Train Control System (ETCS).
Coradia er designet til at tilbyde en høj grad af komfort for passagererne. Som standard har kupéen bagagehylde og opbevaringsområder samt skillevægge placeret mellem foyeren og siddeområderne. Hvert sæde kan udstyres med stikkontakter, individuel belysning og forskellige lyd- og videosystemer; både højde og konfiguration af sæderne kan tilpasses for at møde operatørens krav. De indvendige beslag kan omfordeles enkelt, og de monteres sædvanligvis på specialbyggede spor. Blandt ting, der kan tilpasses, er udstyr som salgsautomater, billetautomater og indbygget internetforsyning; specialiserede tilgængelighedsfaciliteter for handicappede passagerer kan også installeres.
Coradias udvalg inkluderer varianterne Coradia Duplex, Coradia Lint, Coradia Continental, Coradia Polyvalent, Coradia Nordic og Coradia Stream. Alstom har også udviklet Coradia Meridian specifikt til Trenitalia og andre regionale operatører i Italien. Coradia Continental er elektrisk og har tre, fire, fem eller seks vogne; op til fire togsæt kan slås sammen i myldretid. Træksystemet er tagmonteret.
Coradia Duplex-toget er en elektrisk dobbeltdækker med 2-7 vogne; op til fire togsæt kan kobles sammen for en maksimal længde på 12 vogne. Duplex-serien inkluderer to modeller, en udviklet og brugt for transport express régional-linjer i Frankrig samt af Chemins de Fer Luxembourgeois, mens den anden bruges i Sverige.
Også Coradia Nordic er elektrisk, med et bredere karosseri, specielt udviklet for standarden med bredere trasé som sædvanligvis bruges i Nordeuropa. Den er tilgængelig i konfigurationer på fire-, fem- og seksvognstogsæt. For at kunne bruges under de sædvanligvis kolde vintre i Skandinavien kan den køre ved temperaturer så lave som -35 °C og opbevares ved temperaturer så lave som -40 °C. For at skabe plads til passagerfaciliteter og siddepladser er trækudstyret monteret på taget.